# Ненад Станковић (сликар)
Ненад Станковић (Белотић, 1965) српски је академски сликар и доцент на Академији класичног сликарства Универзитета Едуконс у Сремској Каменици на предмету Технологија сликарства од 2008. године.

## Биографија
Рођен је 24. маја 1965. године у Мачванском Белотићу, општина Богатић. Гимназију је 1984. године завршио у Шапцу, да би 1990. године дипломирао на Факултету ликовних уметности Универзитета уметности у Београду, на одсеку сликарство.
Члан је следећих удружења:
- Мачванске сликарске школе од 1975. године,
- УЛУС-а од 1991. године,
- ЕСНАФ-а од 1994. године,[3]
- Удружења уметника Шапца од 2017. године.

## Самосталне изложбе
Учествовао је на више значајних изложби у земљи и иностранству. 
- 1983. Шабац, Гимназија „Вера Благојевић”
- 1984. Шабац, Дом Омладине „Вера Благојевић”
- 1992. Београд, Народни Универзитет „Браћа Стаменковић”
- 1992. Приштина, Дом Омладине „Боро и Рамиз”
- 1993. Богатић, Галерија ЈИК Банке
- 1993. Приједор, Завичајни музеј
- 1993. Лесковац, Галерија „Сунце”
- 1993. Младеновац, Центар за културу
- 1993. Сопот- Народна библиотека
- 1994. Нови Сад, Галерија „Мост”
- 1995. Београд, Галерија Илије Коларца
- 1996. Београд, Народни Универзитет „Браћа Стаменковић”
- 1999. Београд, Народни Универзитет „Браћа Стаменковић”
- 2001. Београд, Међународни Прес центар
- 2001. Сремски Карловци, Музеј
- 2003. Београд, Дипломатски клуб
- 2003. Београд, Галерија „Хелена”
- 2004. Златибор, Галерија хотела Чигота
- 2004. Стара Пазова, Галерија центра за културу
- 2005. Београд, Галерија центра за културу Раковица
- 2005. Смедеревска Паланка, Галерија модерне уметности Народног музеја
- 2006. Београд, Галерија „Хелена”
- 2006. Београд, Галерија „Сокороф”
- 2006. Београд, Галерија На Булевару
- 2010. Београд, Галерија „Хелена”
- 2011. Београд, Галерија Атријум библиотеке града Београда
- 2011. Београд, Галерија Сулуј
- 2012. Београд, Галерија СКЦ Нови Београд
- 2012. Младеновац, Центар за културу
- 2013. Београд, Галерија „73”
- 2015. Београд, Галерија за проучавање културног развитка
- 2017. Београд, Галерија СКЦ Нови Београд[4]
- 2018. Београд, Галерија „Луцида”
- 2018. Београд, Културни центар „Кућа Краља Петра “
- 2019. Београд, Културни центар „Кућа Краља Петра”
- 2020. Крушевац, Културни центар „Легат Милића од Мачве”
- 2020. Београд,  Мала галерија УЛУПУДС  „У потрази за вертикалом”[5]
- 2021. Београд,  Мала галерија УЛУПУДС „Летње маштарије”

## Заступљеност у литератури
- 33 x како постати сликар?, Бранислав Ковач[6]
- Виђенији Мачвани мачванског среза, Миомир Филиповић Фића
- Стварност уметности, Дејан Ђорић
- Пигмалион, 2017.
- Галерија Хелена I
- Галерија Хелена III

## Реч критике
„Ненад Станковић је стасао у најизразитијег представника надреализма у савременом српском сликарству. Тачан цртеж и што је за њега много важније, до горње границе сликарске убедљивости, усавршен поступак материјализације, дозвољава му да са лакоћом прати и реализује захтеве надреалистички раскриљене маште.”— Никола Кусовац
„Сликарство Ненада Станковића надилази видљиву стварност. Са сликама видљивог, сликар урања у свет чулног, осећајног, духовно узвишеног. Улази у свет уметности, која се са својим духовним плодовима враћа у материјални свет, да њему служи.
Кроз једноставност ликовног казивања, човека пред његовом сликом уводи у невидљиву стварност, у којој пребива суштина нашег бића. Управо на том путу из видљивог у невидљиво, из реалног у надреално, из постојећег у фантастично, Ненад Станковић сместио је свој сликарски атеље. Он слика оку доступно, а уму изазовно и души чежњиво. Над сликама видљивог роје се символи невидљивог.

Ненад Станковић је сликар поетске фантастике.”— Др Јован Јањић

## Награде и признања
- Похвала на Октобарском салону, Народни музеј Шабац, 1982.
- Награда 14. Београдског салона, Галерија Прогрес, 2007.

## Галерија
- Адам и Ева, акрил уље, 70x90cm, 2011.
- Београд у прохујалим временима, акрил уље, 80x60cm, 2010.
- Београдске победничке игре, aкрил уље, 70x50cm, 2015.
- Венеријанска лепота у космосу, акрил уље, 60x60cm, 2011.
- Време жетве, акрил уље, 46x38cm, 2011.
- Времеплов, акрил уље, 120x65cm, 2010.
- Долазак у рајске вртове, акрил уље, 100 x 80 cm, 2017.
- Жетва, акрил уље, 65x120cm, 2020.
- Једрењак, акрил уље, 29x27cm, 2015.
- Метафизика Метеора, акрил уље, 60x60cm, 2012.
- Мирис диња, уље на платну, 65x120cm, 1990.
- Молитва са Метеора, уље на платну, 120x65cm, 2005.
- Небојша кула као сведок времена, акрил уље, 51x22cm, 2017.
- Обрађени и необрађени камен, акрил уље, 100 x 70 cm, 2010.
- Опрашивање, акрил уље, 29x27cm, 2010.
- Отапање ледника, акрил уље, 80x60cm, 2009.
- Пирова победа, акрил уље, 100x80cm, 2010.
- Плави цветови, акрил уље, 29x27cm, 2011.
- Појава крста, акрил уље, 60x40cm, 2012.
- Постојбина, акрил уље, 100x70cm, 2010.
- Православље и космос, акрил уље, 60x60cm, 2010.
- Проналазач, акрил уље, 60x40cm, 2011.
- Стваралачки принцип, акрил уље, 51x22cm, 2011.
- Темпларско благо, акрил уље,  70x50cm,
- У походима Београду, акрил уље, 46x38cm, 2014.
- У славу Лазара Србина, акрил уље, 70x50cm, 2012.
- Хиландарско саће, акрил уље, 60x60cm, 2011.
- Царство пчела, акрил уље,  100x130cm, 2011.
- Чувар дома, акрил уље, 120x65cm, 2019.
- Чувари дома, акрил уље, 80x60cm, 2017.
- Чекајући у својој љуштури, акрил уље, 80x60cm, 2005.
- У походима Београду, акрил уље, 120x90cm, 2018.